# Boinville-en-Mantois
Boinville-en-Mantois è un comune francese di 310 abitanti situato nel dipartimento degli Yvelines nella regione dell'Île-de-France.

## Società

### Evoluzione demografica
Abitanti censiti